# Ludhijána
Ludhijána (paňdžábsky ਲੁਧਿਆਣਾ) je město v Paňdžábu v Indii. S přibližně 1,6 milióny obyvatel je nejlidnatějším městem na území Paňdžábu – hlavní město Čandígarh totiž sdílí Paňdžáb se sousední Harijánou a nepočítá se do jeho území, navíc má jen zhruba milión obyvatel.

## Poloha a doprava
Ludhijána leží několik kilometrů jižně (tedy na levém břehu) od toku Satladže (přítoku Pandžnadu v úmoří Arabského moře).
Ludhijána je železniční křižovatkou a vedou odtud tratě mimo jiné do Džalandharu, Čandígarhu a Ambálá.